# Golan (conseil régional)
Pour les articles homonymes, voir Golan.
Le conseil régional de Golan, en hébreu : מועצה אזורית גולן, en arabe : مجلس الجولان الإقليمي est situé sur le plateau du Golan, territoire syrien dont l'occupation et l'annexion par Israël sont illégales au regard du droit international. Il regroupe les diverses colonies israéliennes qui y sont implantées.
Selon le bureau central des statistiques en Israël, le conseil régional comprend 16 515 résidents, en 2016.
Il fait partie du district nord d'Israël. 

## Liste des colonies
Kibboutzim
- Afik (en)
- Ein Zivan (en)
- El Rom (en)
- Geshur (en)
- Kfar Haruv (en)
- Merom Golan (en)
- Metzar (en)
- Mevo Hama (en)
- Natur (en)
- Ortal (en)

Moshavim
- Alonei HaBashan
- Ani'am (en)
- Avnei Eitan (en)
- Bnei Yehuda (en)
- Eliad (en)
- Givat Yoav (en)
- Haspin
- Kanaf (en)
- Keshet (en)
- Kidmat Tzvi (en)
- Ma'ale Gamla (en)
- Neot Golan (en)
- Neve Ativ (en)
- Nimrod (en)
- Nov (en)
- Odem (en)
- Ramat Magshimim (en)
- Ramot (en)
- Sha'al (en)
- Yonatan (en)

Localités communautaires
- Had Ness (en)
- Kela Alon (en)

## Source de la traduction
- (en) Cet article est partiellement ou en totalité issu de l’article de Wikipédia en anglais intitulé « Golan Regional Council » (voir la liste des auteurs).